# Freiherr

Vương miện với 7 viên ngọc trai thường được sử dụng trên huy hiệu của các Freiherr

Freiherr (tiếng Đức: [ˈfʁaɪˌhɛɐ̯], viết tắt là Frhr.), Freifrau ([ˈfʁaɪˌfʁaʊ]; vợ của Freiherr, viết tắt là Frfr., nghĩa đen là "Lãnh chúa tự do" hoặc "Quý bà tự do") và Freiin ([ˈfʁaɪ. ɪn], con gái chưa lập gia đình và cô chưa lập gia đình của Freiherr) là những tên gọi được sử dụng làm tước hiệu quý tộc ở các khu vực nói tiếng Đức trong Đế chế La Mã Thần thánh và ở các quốc gia kế thừa khác nhau, bao gồm Đế quốc Áo, Vương quốc Phổ, Vương quốc Bayern, Liechtenstein, Luxembourg, v.v. Theo truyền thống, nó biểu thị cấp bậc có tước hiệu trong giới quý tộc Đức, xếp phía trên Ritter (hiệp sĩ) và Edler (quý tộc không có tước hiệu cụ thể) và bên dưới Graf (bá tước). Tước hiệu thay thế hình thức thời trung cổ trước đó, Edelherr.
Freiherr tương ứng với cấp bậc của Nam tước ở Anh. Từ điển Duden của tiếng Đức đề cập đến danh hiệu quý tộc của Pháp là Nam tước, bắt nguồn từ sự kết hợp giữa tiếng Đức và tiếng La Tinh liber baro (cũng có nghĩa là "Lãnh chúa tự do"), tương ứng với tiếng Đức "Freiherr"; và Nam tước tương ứng dành cho Freiherr.